# Punta Carcelles
La punta Carcelles (en inglés: Hope Point) es una punta de la costa noreste de la isla San Pedro (o Georgia del Sur), que determina la entrada norte de la caleta Capitán Vago en la bahía Guardia Nacional, en cercanías de la estación ballenera de Grytviken.
Forma parte del archipiélago de las Georgias del Sur, considerado por la Organización de las Naciones Unidas (ONU) como un territorio en litigio de soberanía entre el Reino Unido —que lo administra como parte de un territorio británico de ultramar— y la República Argentina, que reclama su devolución, y lo incluye en el departamento Islas del Atlántico Sur de la provincia de Tierra del Fuego, Antártida e Islas del Atlántico Sur.
Su nombre recuerda a Alberto Carcelles, que hizo las colecciones biológicas en la sla San Pedro en 1926/27 y 1929/30 para el Museo Nacional de Buenos Aires.